# Ras-le-bol à l'italienne
Pour plus de détails, voir Fiche technique et Distribution.
Ras-le-bol à l'italienne (Il Belpaese) est une comédie à l'italienne réalisée par Luciano Salce et sortie en 1977.

## Synopsis
Après huit ans sur une plate-forme pétrolière, Guido Belardinelli revient à Milan, qu'il retrouve plongée dans le chaos des années de plomb. Avec ses économies, il ouvre un atelier d'horlogerie qui n'a pas le succès escompté. Il est également la cible d'attaques de la part de Spadozza, un parrain local de la pègre qui veut s'emparer de son magasin pour le transformer en point de vente de drogue. Il est aussi fréquemment victime de vols et de cambriolages par des voleurs et des groupes d'étudiants révolutionnaires.
C'est lors d'une expropriation prolétarienne (it) par un groupe de militants que Guido rencontre Mia, une jeune manifestante dont il tombe rapidement amoureux. Ils commencent à se voir sporadiquement jusqu'au jour où elle décide de porter son enfant. Alors que Guido est au bord de la faillite et qu'il semble que le destin ait décidé que son avenir se trouve une fois de plus sur une plate-forme dans le golfe Persique, son amour pour son Italie ingrate va le faire changer d'avis.

## Fiche technique
- Titre français : Ras-le-bol à l'italienne[1]
- Titre original italien : Il Belpaese[2]
- Réalisateur : Luciano Salce
- Scénario : Castellano et Pipolo, Paolo Villaggio, Luciano Salce
- Photographie : Ennio Guarnieri
- Montage : Antonio Siciliano (it)
- Musique : Gianni Boncompagni, Piergiorgio Farina et Paolo Ormi (it)
- Décors : Ezio Altieri (it)
- Costumes : Orietta Nasalli-Rocca
- Production : Fulvio Lucisano
- Société de production : Italian International Film (it)
- Pays de production :  Italie
- Langue de tournage : Italien
- Format : Couleur par Eastmancolor - 1,85:1 - Son mono - 35 mm
- Durée : 115 minutes (1 h 55)
- Genre : Comédie noire
- Dates de sortie :
  - Italie : 17 décembre 1977
  - France : 9 mai 1979

## Distribution
- Paolo Villaggio : Guido Belardinelli
- Silvia Dionisio : Mia
- Massimo Boldi : Carletto
- Gigi Reder : Alfredo, époux de Elena
- Giuliana Calandra : Elena Belardinelli, la sœur de Guido
- Raffaele Curi : Spadozza
- Anna Mazzamauro : Mme Gruber
- Pino Caruso : Ovidio Camorrani
- Ugo Bologna : directeur de banque
- Leo Gavero : bijoutier
- Carla Mancini : bijoutier : Lisetta
- Saviana Scalfi : femme de bijoutier
- Tom Felleghy : Andrea, l'homme enlevé
- Fortunato Arena : restaurateur
- Enrico Marciani : passant intransigeant
- Ennio Antonelli : homme de main de Spadozza